# Albert Techov
Albert Techov (ur. 28 marca 1980) – litewski judoka. Dwukrotny olimpijczyk. Zajął 21. miejsce w Pekinie 2008 i odpadł w eliminacjach w Atenach 2004. Walczył w wadze ekstralekkiej.
Uczestnik mistrzostw świata w 2001, 2003, 2005, 2007, 2009, 2010 i 2011. Startował w Pucharze Świata w latach 1999, 2001-2011. Piąty na mistrzostwach Europy w 2007. Trzeci na MŚ wojskowych w 2005 i na igrzyskach wojskowych w 2007 roku.

## Letnie Igrzyska Olimpijskie 2004
| Konkurencja | Eliminacje           | Klas. końcowa |
| Konkurencja | Przeciwnik I         | Miejsce       |
| ----------- | -------------------- | ------------- |
| 60 kg       | Gal Yekutiel (ISR) P | I runda.      |

## Letnie Igrzyska Olimpijskie 2008
| Konkurencja | Eliminacje            | Klas. końcowa |
| Konkurencja | Przeciwnik I          | Miejsce       |
| ----------- | --------------------- | ------------- |
| 60 kg       | Javier Guédez (VEN) P | 21.           |